# نيو مدريد (ميزوري)
نيو مدريد (بالإنجليزية: New Madrid city, Missouri)‏ هي مدينة تقع بولاية ميزوري في الولايات المتحدة. تبلغ مساحتها 11.75 كم2، وترتفع عن سطح البحر 90 م، بلغ عدد سكانها 3,116 نسمة في عام 2010 حسب إحصاء مكتب تعداد الولايات المتحدة وتصل الكثافة السكانية فيها 265.2 نسمة لكل كيلومتر مربع (686.9/ميل2).

## التركيبة السكانية
حدّد مكتب تعداد الولايات المتحدة بيانات التركيبة السكانية لنيو مدريد في تعداد الولايات المتحدة. في ما يلي، التركيبة السكانية حسب تعدادي 2000 و2010.

### تعداد عام 2000
بلغ عدد سكان نيو مدريد 3,334 نسمة بحسب تعداد عام 2000، وبلغ عدد الأسر 1,275 أسرة وعدد العائلات 882 عائلة مقيمة في المدينة. في حين سجلت الكثافة السكانية 283.7 نسمة لكل كيلومتر مربع (734.8/ميل2). وبلغ عدد الوحدات السكنية 1,414 وحدة بمتوسط كثافة قدره 120.3 لكل كيلومتر مربع (311.6/ميل2).
وتوزع التركيب العرقي للمدينة بنسبة 72.56% من البيض و26.48% من الأمريكيين الأفارقة و0.18% من الأمريكيين الأصليين و0.30% من الأمريكيين ذوي الأصول الآسيوية و0.09% من الأعراق الأخرى و0.39% من عرقين مختلطين أو أكثر و0.69% من الهسبانيون أو اللاتينيون من أي عرق.
بلغ عدد الأسر 1,275 أسرة كانت نسبة 39% منها لديها أطفال تحت سن الثامنة عشر تعيش معهم، وبلغت نسبة الأزواج القاطنين مع بعضهم البعض 45.8% من أصل المجموع الكلي للأسر، ونسبة 21% من الأسر كان لديها معيلات من الإناث دون وجود شريك، بينما كانت نسبة 2.4% من الأسر لديها معيلون من الذكور دون وجود شريكة وكانت نسبة 30.8% من غير العائلات. تألفت نسبة 28.4% من أصل جميع الأسر من عدة أفراد يعيشون في نفس المنزل ونسبة 12.9% كانت تتألف من شخص يعيش بمفرده يبلغ من العمر 65 عاماً أو أكثر. وبلغ متوسط حجم الأسرة المعيشية 2.47، أما متوسط حجم العائلات فبلغ 3.02.
بلغ العمر الوسطي للسكان 36.3 عاماً. وكانت نسبة 28.2% من القاطنين تحت سن الثامنة عشر، وكانت نسبة 8.4% بين الثامنة عشر والرابعة والعشرين عاماً، ونسبة 25.2% كانت واقعةً في الفئة العمرية ما بين الخامسة والعشرين والرابعة والأربعين عاماً، ونسبة 21% كانت ما بين الخامسة والأربعين والرابعة والستين، ونسبة 11.8% كانت ضمن فئة الخامسة والستين عاماً فما فوق. يوجد لكل 100 أنثى 87.7 ذكر، ويوجد لكل 100 أنثى في الثامنة عشر من عمرها فما فوق 78.9 ذكر.
بلغ متوسط دخل الأسرة في المدينة 27,422 دولارًا، أما متوسط دخل العائلة فبلغ 34,464 دولارًا. وكان متوسط دخل الذكور 30,705 دولارًا مقابل 21,045 دولارًا للإناث. وسجل دخل الفرد الخاص بالمدينة 14,639 دولارًا. وكانت نسبة 22.6% من العائلات ونسبة 25% من السكان تحت خط الفقر، وكان من هؤلاء نسبة 37.5% تحت سن الثامنة عشر ونسبة 17.5% في الخامسة والستين من العمر وما فوق.

### تعداد عام 2010
بلغ عدد سكان نيو مدريد 3,116 نسمة بحسب تعداد عام 2010، وبلغ عدد الأسر 1,276 أسرة وعدد العائلات 809 عائلة مقيمة في المدينة. في حين سجلت الكثافة السكانية 265.2 نسمة لكل كيلومتر مربع (686.9/ميل2). وبلغ عدد الوحدات السكنية 1,424 وحدة بمتوسط كثافة قدره 121.2 لكل كيلومتر مربع (313.9/ميل2).
وتوزع التركيب العرقي للمدينة بنسبة 72.30% من البيض و25.55% من الأمريكيين الأفارقة و0.22% من الأمريكيين الأصليين و0.26% من الأمريكيين ذوي الأصول الآسيوية و0.13% من الأعراق الأخرى و1.54% من عرقين مختلطين أو أكثر و0.80% من الهسبانيون أو اللاتينيون من أي عرق.
بلغ عدد الأسر 1,276 أسرة كانت نسبة 32.3% منها لديها أطفال تحت سن الثامنة عشر تعيش معهم، وبلغت نسبة الأزواج القاطنين مع بعضهم البعض 39.9% من أصل المجموع الكلي للأسر، ونسبة 18.2% من الأسر كان لديها معيلات من الإناث دون وجود شريك، بينما كانت نسبة 5.3% من الأسر لديها معيلون من الذكور دون وجود شريكة وكانت نسبة 36.6% من غير العائلات. تألفت نسبة 32.4% من أصل جميع الأسر من عدة أفراد يعيشون في نفس المنزل ونسبة 14% كانت تتألف من شخص يعيش بمفرده يبلغ من العمر 65 عاماً أو أكثر. وبلغ متوسط حجم الأسرة المعيشية 2.34، أما متوسط حجم العائلات فبلغ 2.94.
بلغ العمر الوسطي للسكان 39.8 عاماً. وكانت نسبة 24.1% من القاطنين تحت سن الثامنة عشر، وكانت نسبة 7.9% بين الثامنة عشر والرابعة والعشرين عاماً، ونسبة 23.5% كانت واقعةً في الفئة العمرية ما بين الخامسة والعشرين والرابعة والأربعين عاماً، ونسبة 28.3% كانت ما بين الخامسة والأربعين والرابعة والستين، ونسبة 16.1% كانت ضمن فئة الخامسة والستين عاماً فما فوق. وتوزع التركيب الجنسي للسكان بنسبة 47.9% ذكور و52.1% إناث.

## وصلات خارجية
- الموقع الرسمي